# Khatri Addouh
Khatri Addouh est le chef du Polisario et président de la République arabe sahraouie démocratique du 31 mai au 12 juillet 2016, en qualité de président du Conseil national sahraoui,. Il est issu de la tribu maure Tinouajiw.

## Biographie
Addouh est membre du Secrétariat national du Front Polisario . Il a servi dans le département d'orientation du Front Polisario. Il a également été Wali d' Es Semara jusqu'en août 2010. Il est devenu président du Conseil national sahraoui le 10 juillet 2010. Il a remplacé Mahfoud Ali Beiba , dont la mort a été attribuée par la RASD à une crise cardiaque, tandis que les médias marocains ont affirmé que Beiba a été assassiné pour faire place à Addouh et wali de Smara, Khatri Addouh est nommé à la présidence du Conseil national sahraoui le 10 juillet 2010, fonctions auxquelles il est reconduit le 24 février 2014 puis le 19 mars 2016.
Addouh est devenu président par intérim lorsque Mohamed Abedlaziz, qui a été président pendant 40 ans depuis 1976, est décédé le 31 mai 2016. Addouh a convoqué le conseil des délégués fort de 2300 dans le "Camp Dakhla" à Tindouf, qui a élu Brahim Ghali comme nouveau président de la République arabe sahraouie démocratique.
Addouh dirige également l'équipe de négociation du Front Polisario dans diverses organisations internationales. Addouh et ses loyalistes travaillent à l'obtention d'un statut d'observateur auprès des Nations unies, ce qui permettra au gouvernement du Front Polisario de revendiquer le statut de représentant légitime du peuple sahraoui.